# Roger Hjelmstadstuen
Roger Hjelmstadstuen (Øyer, 11 de marzo de 1979) es un deportista noruego que compitió en snowboard. Ganó una medalla de bronce en el Campeonato Mundial de Snowboard de 1997, en la prueba de halfpipe.

## Medallero internacional
| Campeonato Mundial | Campeonato Mundial   | Campeonato Mundial | Campeonato Mundial |
| Año                | Lugar                | Medalla            | Competición        |
| ------------------ | -------------------- | ------------------ | ------------------ |
| 1997               | San Candido (Italia) | Medalla de bronce  | Halfpipe           |